# Eduard Jacobs (cabaretier)

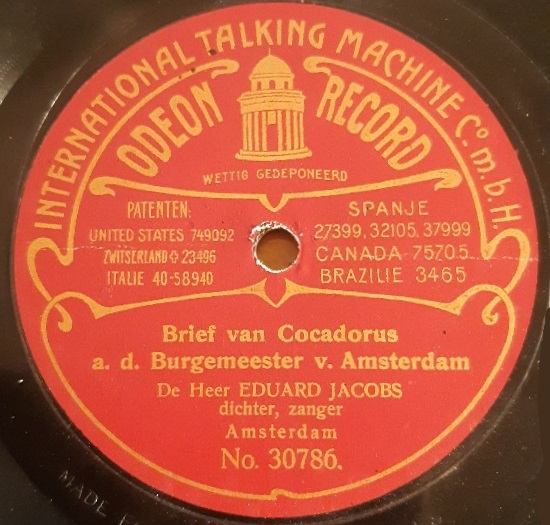
Grammofoonplaat van Eduard Jacobs (Amsterdam 1907)

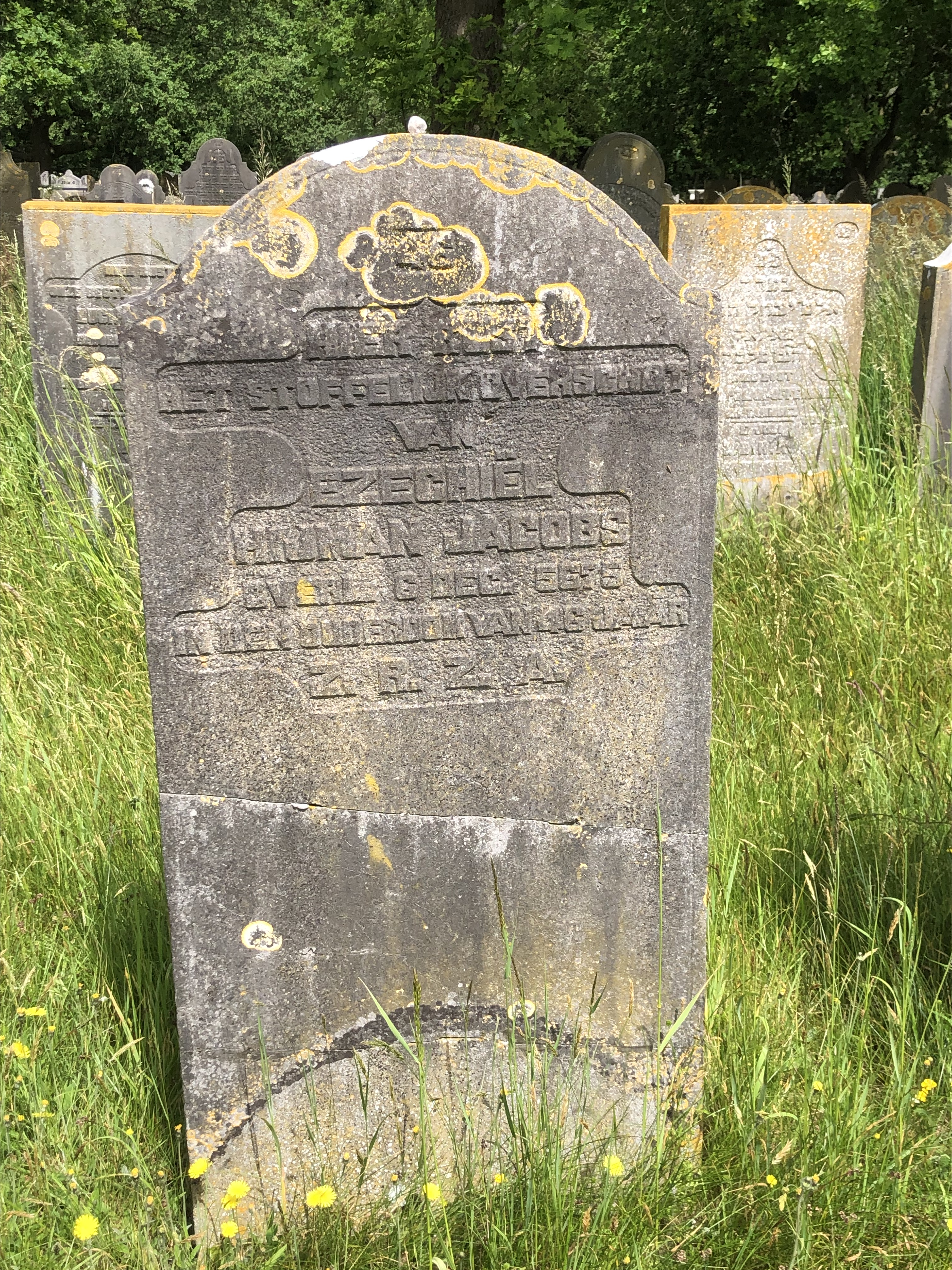
Het graf van Eduard Jacobs op de Joodse begraafplaats in Muiderberg in 2023

Ezechiël (Eduard) Hijman Jacobs (Amsterdam, 2 april 1868 – aldaar, 6 december 1914) wordt beschouwd als Nederlands eerste cabaretier.

## Optreden in Parijs
Hij was van huis uit een muzikale diamantbewerker van joodse afkomst. Op 22-jarige leeftijd vertrok hij naar Parijs waar hij zijn brood verdiende als pianist. Hij kwam er in aanraking met de vaudeville en het cabaret, met name in de roemruchte Moulin Rouge waar hij na 1890 zelf ook enige tijd optrad als begeleider (piano).

## Optreden in Quellijnstraat, Amsterdam
Na zijn terugkeer naar Nederland in 1894 werkte hij enige tijd voor de Gebroeders van Lier als contactman voor Franse artiesten. Van 19 augustus 1895 tot 1903 trad hij op in de schamele nachtgelegenheid "Het Wapen van Habsburg" in de Quellijnstraat nr. 64 te Amsterdam, als pianist/zanger van realistische liederen. Hierbij imiteerde hij de wijze van optreden van Aristide Bruant. Zijn repertoire bestond voornamelijk uit vertaalde chansons. Kenmerkend voor Jacobs was dat hij staand de piano bespeelde terwijl hij zijn liedjes zong.
Men moet het cabaret van die tijd, dat in Nederland toen nog vrijwel geheel onbekend was, over het algemeen beschouwen als niet meer dan een praatje met een liedje tussen de grote optredens/shows door. Jacobs deed dit echter met de nodige satire en spot en speelde ook in op de actuele gebeurtenissen, bijvoorbeeld in het liedje "Brief van het laatste Amsterdamsche trampaard". Het liefst zong Jacobs over het wel maar vooral het wee van de (Chinese) prostituees op de Zeedijk en de Oudezijds Voor- en Achterburgwal te Amsterdam ("Limonadehoertjes").

## Grammofoonplaat
Doordat het publiek deze teksten, die voor die tijd, toch behoorlijk recht voor zijn raap waren, steeds meer ging waarderen werd Jacobs behoorlijk succesvol. Hij componeerde een groot aantal liedjes waarvan ook opnames op grammofoonplaat werden gezet en was daarmee naast Koos Speenhoff een van de eerste Nederlandstalige cabaretiers die op plaat werd opgenomen.

## Tegenwerking en overlijden
Het initiatief van Jacobs om in Nederland kritisch cabaret te brengen werd door de overheid steeds meer tegengewerkt en in later jaren richtte hij zich meer op het populaire amusement. Hij had ook een zwakke gezondheid en een tournee door Nederlands-Indië in 1912 sloopte hem lichamelijk. Hij overleed in 1914 op 46-jarige leeftijd en werd begraven op de Joodse begraafplaats in Muiderberg.

## Opvolgers
Het oeuvre van Jacobs heeft een tijd voortgeleefd in het Jordaancabaret. Onder anderen Mimi Kok ("Op de Ruysdaelkade"), Tante Leen ("Die goeie oude moeder") en Willy en Willeke Alberti ("Liefde alleen") hadden liedjes van hem op hun repertoire.

## Liedjes
Enkele van zijn liedjes:
- Brief van oude Stientje uit het Besjeshuis
- Brief van Kokadorus aan de Burgemeester van Amsterdam
- Brief van het laatste Amsterdamsche trampaard
- Die goeie oude moeder
- Een Minimumlijder
- Liefde alleen
- Limonadehoertjes
- Op de Ruysdaelkade
- Het Luxepaard en het Werkpaard (de Ruin en de Merrie)

(alle opgenomen +/- 1911/12?)
en
- Tararaboemdié
- Weet ge moeder wat ik droomde
- Adèle, Adèle, 'k heb zo'n buste nog nooit gezien

## Pand Quellijnstraat
De familie H.A. Linszen waren de laatste eigenaars/bewoners van het pand Quellijnstraat 64. In 1966 kreeg Wim Ibo toestemming binnenshuis te filmen. In 1980 is het gehele pand door brand verwoest, nadat een bom die een student er aan het maken was voortijdig explodeerde.  In de plaats van dit pand en de panden aan weerszijden staat nu een buurthuis.
- Digitale Bibliotheek voor de Nederlandse Letteren: jaco008
- Gemeinsame Normdatei: 1137643722
- International Standard Name Identifier: 0000 0001 1967 701X
- Library of Congress Control Number: no2011073994
- MusicBrainz: 565330b4-1a62-4d54-afed-ccb7309a15c0
- Nederlandse Thesaurus van Auteursnamen: 073380644
- Virtual International Authority File: 170618356
- WorldCat: E39PBJdGPxDPYtfWthmJJKTbVC